# Вундеркинд
Вундеркинд је немачка реч, која преведена на српски значи чудо од детета, дете које се у нечему истиче од масе. Обично се ова реч користи код уметника. Моцарт је синоним за ову реч.